# Upplands runinskrifter 687
Upplands runinskrifter 687 är en vikingatida runhäll av gnejsgranit i Sjusta, inom Skoklosters naturreservat i Skoklosters socken och Håbo kommun i Uppland.
Stenblocket är ca 3,5 gånger två meter och cirka 1,8 meter högt. Ristningen är belägen på blockets nordöstra sida. Runhöjden är 7-8 cm.

## Inskriften
Translitterering av runraden:
runa ' lit kiara ' mirki at ' sbialbuþa ' uk ' at ' suain ' uk ' at · antuit ' uk at ' raknaR ' suni ' sin ' uk ' ekla ' uk ' siri(þ) ' at ' sbialbuþa ' bonta sin an uaR ' tauþr ' i hulmkarþi ' i olafs · kriki ' ubiR · risti ' ru
Normalisering till runsvenska:
Runa let gæra mærki at Spiallbuða ok at Svæin ok at Andvett ok at Ragnar, syni sina ok Hælga/Ægla/Ængla, ok Sigrið at Spiallbuða, bonda sinn. Hann vaR dauðr i Holmgarði i Olafs kirkiu. ØpiR risti runaR.
Översättning till nusvenska:
Runa lät göra minnesvården efter Spjallbude och efter Sven och efter Andvätt och efter Ragnar, hennes och Helges(?) söner, och Sigrid efter Spjallbude, sin man. Han blev död i Holmgård i Olovskyrkan. Öpir ristade runorna.
Det har diskuterats om vilket namn runföljden uk ekla kan avse och även om det ska tolkas som ett mans- eller kvinnonamn, och i vilket förhållande han/hon i så fall står till de andra som nämns på stenen. Den tolkning som i Sveriges Runinskrifter anses vara mest sannolik är att det är fråga om ett mansnamn, avseende Runas (avlidne) make. Motsvarande namn finns på U 1151.
Också i olafs · kriki har varit föremål för olika tolkningsförslag, såsom "Olovs grek[landsfärd]", "Olovs hird", eller "Olovs [å]krök" Det förslag som enligt Sveriges runinskrifter är mest sannolikt är den tolkning som Otto von Friesen publicerade 1907, nämligen "Olovs kyrka", syftande på en kyrka helgad åt Sankt Olof i Holmgård, alltså Novgorod, som bör ha fungerat som samlingsplats för ett handelsgille. En sådan kyrka är känd från 1100-talet, men denna runsten vittnar om att den bör ha funnits redan under 1000-talets senare hälft.